# Höllentaleingangshütte
Die Höllentaleingangshütte ist eine Gaststube mit Terrasse und Toiletten. Eine Besichtigung des Höllental-Museums (50 m hinter der Hütte) ist im Eintrittspreis inbegriffen. Die Hütte gehört der Sektion Garmisch-Partenkirchen des Deutschen Alpenvereins (DAV).

## Geschichte
Mitte des Jahres 1901 erhielt die Sektion die Genehmigung zum Bau eines Weges durch die Höllentalklamm. Am 1. Juli 1904 wurde der vordere Teil der Klamm dem Publikum eröffnet. Mitte August war der Klammweg schon bis zur Wendung der Schlucht ca. 75 m einwärts gangbar. Vorher war die Klammeingangshütte und der einfache Wirtschaftsbetrieb in derselben durch den ersten Klammwart eröffnet worden. Am 15. August 1905 gegen Mittag, nach vorhergegangener Feldmesse in Hammersbach, fand die feierliche Einweihung der Klamm und ihrer Bauten statt.

## Lage
Die Höllentaleingangshütte liegt am Eingang der Höllentalklamm.

## Zustieg
Man erreicht die Höllentaleingangshütte von Hammersbach aus zu Fuß drei Kilometer ca. in einer Stunde.

## Nachbarhütten
- Höllentalangerhütte (1381 m), 11 km, Gehzeit 1,5 Std.
- Waxensteinhütte (1384 m), Gehzeit 3 Std.
- Kreuzeckhaus (1652 m), Gehzeit 2,5 Std.
- Münchner Haus (2964 m), 6,5 Std.[4]

## Gipfel
- Zugspitze durch das Höllental (2962 m), 10,1 km, 7 Std.
- Großer Waxenstein (2277 m), 12,2 km, 9 Std.
- Alpspitze (2620 m), Gehzeit 5,5 Std.
- Riffelscharte (2161 m), Gehzeit 4 Std.
- Osterfelderkopf (2057 m), Gehzeit 4,5 Std.
- Rundweg Klamm - Stangensteig.[5]

## Karten
- Alpenvereinskarte BY8 Wettersteingebirge-Zugspitze (1:25.000)[6]